# Leigh Jaynes
Leigh Jaynes-Provisor est une lutteuse libre américaine  née le 12 janvier 1980.
Leigh Jaynes remporte la médaille de bronze aux Championnats du monde de lutte 2015 à Las Vegas dans la catégorie des moins de 60 kg et aux Championnats panaméricains de lutte 2016.
Elle est une vétéran de l'United States Army.